# Ілюзія Ястрова

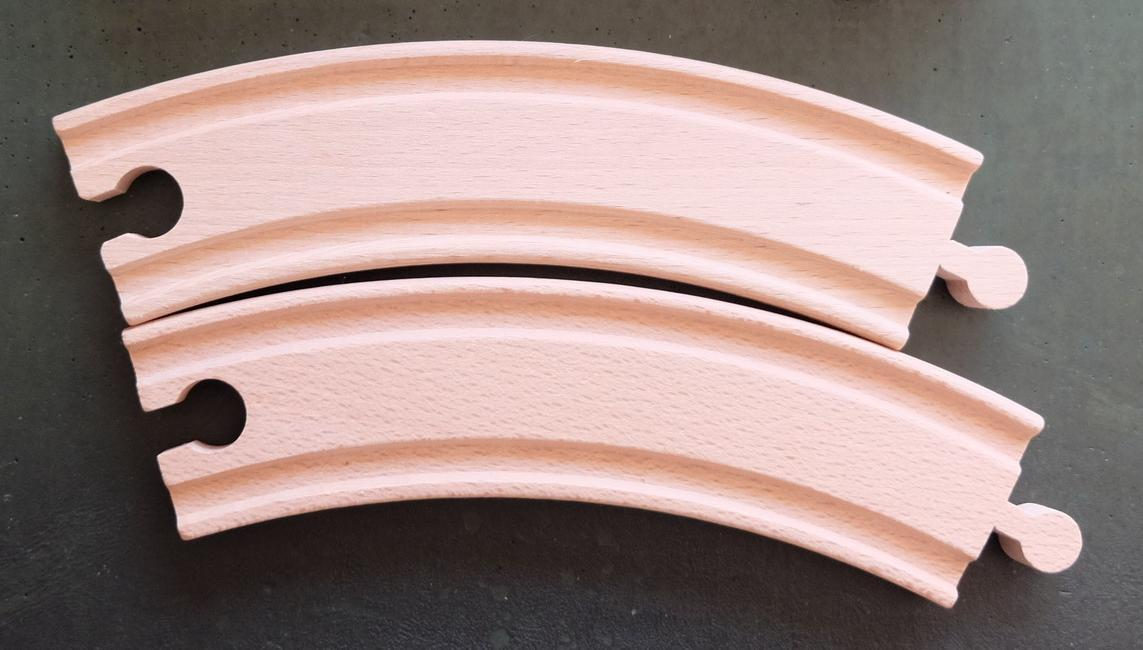
Наочний приклад ілюзії Ястрова — дві залізничні колії з дитячого набору.

Ілюзія Ястрова — оптична ілюзія, яку докладно описав американський психолог Джозеф Ястров у 1892. Також відома як ілюзія Вундта. На малюнках нижче обидві фігури ідентичні, хоча нижня здається більшою.

## Перші описи

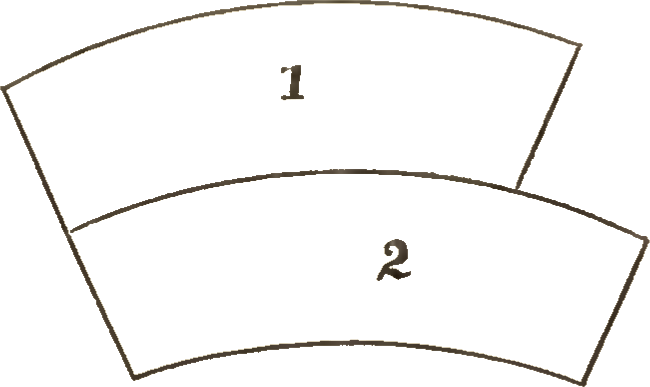
Ілюзія Ястрова у книзі «Світ чудес»

У 1873 році у книзі «Світ чудес» вперше описали цю ілюзію.
У 1889 психолог Франц Карл Мюллер-Лайер написав статтю, в якій показав свою ілюзію і ілюзію Ястрова до її докладного опису.
Німецький вчений Вільгельм Вундт написав книгу, в якій пояснив цю ілюзію по-своєму.

## Подібність до інших ілюзій та експерименти з тваринами
Ілюзію Ястрова порівнювали з ілюзією товстого обличчя, з ілюзією похилої вежі  та оптичною ілюзією Понсо .
Масакі Томонага, співробітник університету в Кіото, порівняв ілюзію Ястрова з ілюзією товстої особи. Він проводив експерименти з людьми та шимпанзе, щоб порівняти цю ілюзію з ілюзією Ястрова. Це дослідження показало, що ілюзія Ястрова також сприймається шимпанзе. Ілюзія товстої особи відбувається, коли два зображення обличчя вирівняні ліворуч під кутом. Тоді обличчя внизу здається товщі .

## Дослідження сприйняття ілюзії
Японський психолог Сегу Імаї експериментував з різними версіями ілюзії Ястрова у 1960  вимірюючи кути, внутрішній і зовнішній радіус, поміщав фігури горизонтально та вертикально. Він показав різні версії ілюзії групі людей та попросив їх оцінити різницю у відсотках. Виявилося, що найбільший ефект ілюзії виникає при горизонтальному розташуванні фігур, і внутрішній радіус має становити 60% зовнішнього радіуса. Тоді різниця між фігурами сягатиме 10 %.
Манфредо Массіроні та його колеги з університетів Риму та Верони модифікували ілюзію Ястрова, щоб розробити  тест для діагностики односторонньої просторової занедбаності. Люди, які страждають на односторонню просторову занедбаність, не відчувають ілюзії, коли частина сегментів, що перекривається, знаходиться на тому боці, де відсутнє їхнє сприйняття. Коли сегменти перевернуті, вони сприймають ілюзію так само як і люди, що не страждають занедбаністю .
Ілюзія Ястрова використовувалася, щоб побачити чи  реагують маленькі діти на геометричні оптичні ілюзії. Дослідники використовували сегменти кілець, однакового розміру, щоб імітувати як ілюзорні, і реальні відмінності у розмірах. Два сегменти показані у трьох конфігураціях. Найменший заштрихований сегмент помістили зверху, задля підкреслення різниці у розмірах. В інших позиціях менша частина розміщувалася нижче або вище за більшу частину, щоб створити ілюзію, що вона більша. Дітей попросили зіграти в гру «Великий і маленький» та вказати, який відрізок насправді більший за інший. У другій версії тесту дітей просили вказати, яка частина виглядає більшою  .

## Застосування
Дві дошки для цієї ілюзії часто містяться у наборах для фокусів, у яких вона відома, як Boomerang Illusion, коли одна дошка стає довшою.